# نادي فيرولي لكرة السلة
نادي فيرولي لكرة السلة (بالإيطالية: Veroli Basket)‏ كان فريق كرة سلة إيطالي للمحترفين تأسس في سنة 1968 يقع مقره في لاتسيو، إيطاليا. تم حل الفريق في سنة 2015

## أبرز اللاعبين
من أبرز اللاعبين الذين لعبوا معه:
- جاريوس جاكسون
- كايل هاينز

## أبرز المدربين
من أبرز المدربين الذين دربوه:
- فرديناندو جنتيلي

## وصلات خارجية
- الموقع الرسمي